# おばちゃん1000万円!!
おばちゃん1000万円!!（おばちゃんいっせんまんえん!!）は、毎日放送制作・TBS系列にて2002年と2004年の1月2日に放送されたお正月のバラエティ番組のスペシャル番組。放送時間は16:30 - 17:54（JST）。司会は関西で主に活躍するやしきたかじんと上沼恵美子。

## 番組概要
もともとは、『たかじんONE MAN』のフリー企画として行っていた「大阪のおばちゃん100%」を1番組として成立させたものである。この時のスタジオ観客数は、主婦（テレビではおばちゃん）100人であるが、この番組では、観客を1000人とし、芸能人のこんな事が起こるだろうという出来事にどれだけ一番興味があるかという出題に対し、たかじん、上沼、ゲストの各チームに分かれて6つの中から1つを選び、最も多かったチームが勝者として賞金の入った福袋を獲得できるという形式だった。

## 進行役
- 上泉雄一（毎日放送アナウンサー）
- 松井愛（毎日放送アナウンサー・2002年のみ）
- 八木早希（〈当時〉毎日放送アナウンサー・2004年のみ）

## スタッフ
- 制作協力：エックスワン
- 製作著作：毎日放送

## 1月2日・毎日放送制作ネット枠について
- 放送している毎年1月2日は各系列局は在阪放送局制作の番組が多く、かつては明石家さんまをメインを務めた「ぜ～んぶさんまちゃん」を1988年・1989年のこの日に放送された。
- その後、読売テレビは浜田雅功の特番（2025年は上沼恵美子に交代）、関西テレビは「新春大売り出し!さんまのまんま」、朝日放送は「劇的!ビデオ祭り」（2007年まで）と毎年定着しているが、毎日放送に関しては定着せず毎年様替りしているのが原因となっている。
- 2011年放送回は編成の都合上、3日午後のTBS枠と交換し、3日午後に移行し放送したが、翌2012年は再び2日午後にMBS制作の特番を放送した。